# Wazotocyna
Wazotocyna, AVT – organiczny związek chemiczny z grupy nonapeptydów, analog oksytocyny, neurohormon.
Jest produkowana w podwzgórzu i wydzielana w nerwowym (tylnym) płacie przysadki mózgowej. Występuje ona u wszystkich kręgowców. U ptaków powoduje skurcze mięśni gładkich gruczołu skorupowego. Podana dożylnie powoduje przedwczesne zniesienie jaj u kur.